# Werner Haftmann
Werner Haftmann (Glowno, 28 aprile 1912 – Gmund am Tegernsee, 28 luglio 1999) è stato uno storico dell'arte tedesco. Durante la dittatura nazista aderì al partito nazionalsocialista di Hitler e divenne membro delle SA. Insieme ad Arnold Bode, è stato direttore artistico delle prime tre edizioni della mostra internazionale d'arte contemporanea documenta di Kassel (dal 1955 al 1964) e direttore della Nationalgalerie (Galleria Nazionale) di Berlino Ovest dal 1967 al 1974. 

## Opere (selezione)
- Malerei im Zwanzigsten Jahrhundert. München 2000 (9.Aufl.). ISBN 3791304917
- Verfemte Kunst. Köln 1986. ISBN 3-7701-1940-1
- Der Bildhauer Martin Mayer. München 1988. ISBN 3-7667-0900-3